# Goetheweg (Alpen)
Der Goetheweg ist ein Fernwanderweg von München nach Verona. Er hat eine Länge von 623 Kilometern (nach anderen Angaben 660 Kilometer). Der Weg folgt den Spuren der Venedigreise des Dichters Johann Wolfgang von Goethe im Jahre 1790. Guido Seyerle belebte diesen auf Goethes Spuren im Jahr 2005 wieder.
Als Beispiel kann diese Alpenüberquerung in 24 Tagesetappen, zwischen 12 und 26 km pro Tag, bewältigt werden.

## Verlauf
Der Wanderweg führt durch drei Länder und verläuft wie folgt: München → Benediktbeuern → Mittenwald → Innsbruck → Brennerpass → Sterzing → Brixen → Franzensfeste → Klausen → Lengstein → Bozen → Kalterer See → Salurn → Paganella → Pin-Vallene → Torbole sul Garda → Navene → Torri del Benaco → Verona oder umgekehrt.
Zwischen Sterzing und Brixen verläuft der Gotheweg auf dem Südtiroler Jakobsweg. Zwischen Waidbruck und Blumau wird die Trasse der ehemaligen Brennerbahn als Weg genutzt.
Höhenzüge, Gebirgsgruppen und Gebirge von Nord nach Süd: Alpenvorland → Kalkalpen → Karwendelgebirge → Zentralalpen → Dolomiten → Südliche Voralpen → Piave-Ebene.